# Miss Univers 1989
Miss Univers 1989, 38e édition du concours de Miss Univers a lieu le 23 mai 1989, au Fiesta Americana Condesa Hotel, Cancún, Quintana Roo, Mexique.
Angela Visser, Miss Pays-Bas, remporte le prix.

## Résultats

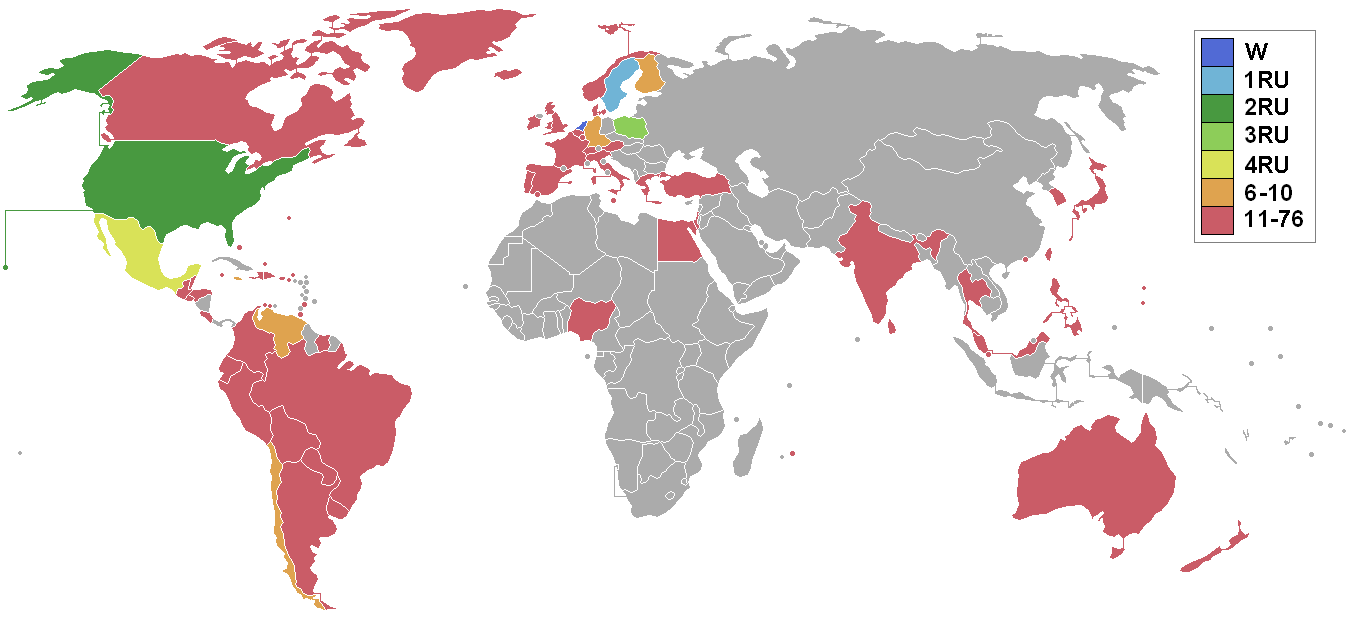
Pays et territoires participants et résultats.

| Classement final  | Candidates |
| ----------------- | --- |
| Miss Univers 1989 | - Pays-Bas - Angela Teamo Visser |
| 1re dauphine      | - Suède - Louise Drevenstam |
| 2e dauphine       | - USA - Gretchen Polhemus |
| 3e dauphine       | - Pologne - Joanna Gapińska |
| 4e dauphine       | - Mexique - Adriana Abascal |
| Top 10            | - Allemagne - Andrea Stelzer - Venezuela - Eva Lisa Ljung - Finlande - Åsa Lövdahl - Jamaïque - Sandra Foster - Chili - Macarena Mina |

### Scores de la demi-finale
| \| Pays \| Interview \| Maillot de bain \| Robe du soir \| Moyenne de la demi-finale \| \| ---------- \| ---------- \| --------------- \| ------------ \| ------------------------- \| \| Pays-Bas \| 9.583 (1) \| 9.725 (1) \| 9.824 (1) \| 9.710 (1) \| \| Suède \| 9.261 (2) \| 9.233 (2) \| 9.376 (2) \| 9.290 (2) \| \| Pologne \| 8.472 (6) \| 9.105 (3) \| 9.027 (4) \| 8.868 (3) \| \| Mexique \| 8.650 (3) \| 8.883 (5) \| 9.026 (5) \| 8.853 (4) \| \| États-Unis \| 8.511 (5) \| 8.894 (4) \| 8.927 (8) \| 8.777 (5) \| \| Allemagne \| 8.461 (7) \| 8.737 (7) \| 9.010 (6) \| 8.736 (6) \| \| Venezuela \| 8.204 (8) \| 8.727 (8) \| 9.096 (3) \| 8.675 (7) \| \| Finlande \| 8.533 (4) \| 8.661 (9) \| 8.755 (9) \| 8.649 (8) \| \| Jamaïque \| 8.111 (9) \| 8.788 (6) \| 8.933 (7) \| 8.610 (9) \| \| Chili \| 8.033 (10) \| 8.505 (10) \| 8.755 (10) \| 8.431 (10) \| | Gagnante 1re dauphine 2e dauphine 3e dauphine 4e dauphine Top 10 demi-finaliste (#) Classement à chaque tour de compétition |                 |              |                           |
| Pays | Interview | Maillot de bain | Robe du soir | Moyenne de la demi-finale |
| Pays-Bas | 9.583 (1) | 9.725 (1)       | 9.824 (1)    | 9.710 (1)                 |
| Suède | 9.261 (2) | 9.233 (2)       | 9.376 (2)    | 9.290 (2)                 |
| Pologne | 8.472 (6) | 9.105 (3)       | 9.027 (4)    | 8.868 (3)                 |
| Mexique | 8.650 (3) | 8.883 (5)       | 9.026 (5)    | 8.853 (4)                 |
| États-Unis | 8.511 (5) | 8.894 (4)       | 8.927 (8)    | 8.777 (5)                 |
| Allemagne | 8.461 (7) | 8.737 (7)       | 9.010 (6)    | 8.736 (6)                 |
| Venezuela | 8.204 (8) | 8.727 (8)       | 9.096 (3)    | 8.675 (7)                 |
| Finlande | 8.533 (4) | 8.661 (9)       | 8.755 (9)    | 8.649 (8)                 |
| Jamaïque | 8.111 (9) | 8.788 (6)       | 8.933 (7)    | 8.610 (9)                 |
| Chili | 8.033 (10) | 8.505 (10)      | 8.755 (10)   | 8.431 (10)                |

## Prix spéciaux
| Prix                      | Candidates                                                                                      |
| ------------------------- | ----------------------------------------------------------------------------------------------- |
| Meilleur costume national | - Brésil - Flavia Cavalcanti Rebello - Guatemala - Helka Cuevas - Thaïlande - Yonlada Ronghanam |
| Miss Congénialité         | - Îles Turques-et-Caïques - Sharon Simons                                                       |
| Miss Photogénique         | - Australie - Karen Wenden                                                                      |

## Ordre d'annonce des finalistes
| 1. Allemagne 2. Chili 3. Jamaïque 4. Venezuela 5. Pays-Bas 6. États-Unis 7. Suède 8. Pologne 9. Finlande 10. Mexique | 1. Mexique 2. Pays-Bas 3. Pologne 4. États-Unis 5. Suède |

## Bande son
- Numéro d'ouverture: "Hot Hot Hot" par Arrow (Reprise)

## Juges
- Brenda Dykgraaf – Championne américaine d'aérobic.
- Phil Richards – Maquilleur.
- Jacqueline Briskin –  Écrivaine américaine spécialisée dans la fiction historique.
- José Eber – Coiffeur de célébrité français.
- Rosalynn Sumners –  Patineur artistique médaillé d'argent olympique des États-Unis et champion national.
- Michael Warren –  Acteur américain de TV et ancien joueur de basket-ball d'université.
- Josie Natori –  Créatrice de mode philippine et PDG et fondatrice de The Natori Company.
- Giuseppe Della Schiava – Rédacteur et éditeur de Harper's Bazaar Italia.
- Jane Feinberg – Directrice de casting.
- Sy Weintraub – Ancien président de Columbia Pictures.
- Emmanuel – Chanteur.

## Candidates
| - Argentine - Luisa Norbis - Aruba - Karina Felix - Australie - Karen Wenden - Autriche - Bettina Berghold - Bahamas - Tasha Ramirez - Belgique - Anne de Baetzelier - Belize - Andrea Sherman McKoy - Bermudes - Cornelia Furbert - Bolivie - Raquel Cors Ulloa - Brésil - Flavia Cavalcanti Rebello - Îles Vierges britanniques - Viola Joseph - Canada - Juliette Powell - Îles Caïmans - Carol Ann Balls - Chili - María Macarena Mina Garachena - Colombie - María Teresa Egurrola Hinojosa - Costa Rica - Luana Freer Bustamante - Curaçao - Anna Mosteiro - Danemark - Louise Mejlhede - République dominicaine - Anny Canaán Camido - Équateur - María Eugenia Molina - Égypte - Sally Attah - Salvador - Beatriz López Rodríguez - Angleterre - Raquel Marie Jory - Finlande - Åsa Maria Lövdahl - France - Pascale Meotti - Allemagne - Andrea Stelzer - Gibraltar - Tatiana Desoisa - Grèce - Kristiana Latani - Groenland - Naja-Rie Sorensen - Guam - Janice Santos - Guatemala - Helka Cuevas - Haïti - Glaphyra Jean-Louis - Pays-Bas - Angela Visser - Honduras - Frances Siryl Milla - Hong Kong - Cynthia Yuk Lui Cheung - Islande - Guðbjörg Gissurardóttir - Inde - Dolly Minhas - Irlande - Collette Jackson | - Israël - Nicole Halperin - Italie - Christiana Bertasi - Jamaïque - Sandra Foster - Japon - Eri Tashiro - Corée du Sud - Kim Sung-Ryung - Luxembourg - Chris Scott - Malaisie - Carmen Cheah Swee - Malte - Sylvana Sammut Pandolfino - Maurice - Jacky Randabel - Mexique - Adriana Abascal - Nouvelle-Zélande - Shelley Soffe - Nigeria - Bianca Onoh - Îles Mariannes du Nord - Soreen Villanueva - Norvège - Lene Ornhoft - Paraguay - Ana Victoria Schaerer - Pérou - Mariana Sovero - Philippines - Sarah Jane Paez - Pologne - Joanna Gapińska - Portugal - Anna Francisco Sobrinho - Porto Rico - Catalina Villa - Taïwan - Chen Yen Ping - Écosse - Victoria Susannah Lace - Singapour - Pauline Chong - Espagne - Eva Pedraza - Sri Lanka - Veronica Ruston - Saint-Vincent-et-les-Grenadines - Camille Samuels - Suriname - Consuela Cruden - Suède - Louise Drevenstam - Suisse - Karina Berger - Thaïlande - Yonlada Ronghanam - Trinité-et-Tobago - Guenevere Helen Keishall - Turquie - Jasmine Baradan - Îles Turques-et-Caïques - Sharon Simons - Uruguay - Carolina Pies Riet - États-Unis - Gretchen Polhemus - Îles Vierges des États-Unis - Nathalie Lynch - Venezuela - Eva Lisa Larsdotter Ljung - Pays de Galles - Andrea Caroline Jones |

## Croisement

### Miss Monde
- Miss Monde 1988: Gibraltar, Pays-Bas, Irlande, Pologne et Suisse
- Miss Monde 1989: Finlande, Luxembourg, Nigeria et Espagne
- Miss Monde 1990: Trinité-et-Tobago
- Miss Monde 1991: Jamaïque (3e dauphine)

### Miss International
- Miss International 1988: Islande (demi-finaliste)
- Miss International 1989: Autriche, Guam et Écosse (demi-finaliste)

### Miss Monde Tourisme
- Miss Monde Tourisme 1989: Haiti (1re dauphine)